# Európai zergeboglár
Az európai zergeboglár vagy közönséges zergeboglár (Trollius europaeus) a boglárkavirágúak (Ranunculales) rendjébe és a boglárkafélék (Ranunculaceae) családjába tartozó faj. Magyarországon védett növényfaj. Kertekben is ültetik.

## Elterjedése és élőhelye
Európaszerte előfordul. A lápos, nedves területeket kedveli, így nedves mocsaras réteken, láperdőkben, patak menti ligetekben fordul elő.

## Megjelenése
A zergeboglár évelő növény, amely akár 180 centiméteres magasságig is megnőhet. Virága a hosszú szár végén helyezkedik el, enyhén illatos, citromsárga színű, gömbölyű formájú. Gömbölyűségét a 6–15 mm széles, 2–3 cm hosszú csészelevelek összeborulásának köszönheti. A termése nagy számú tüsző, amelynek bibéje hajlott vagy egyenes. A levélszeletei háromosztatúak, karéjosak, fűrészesen fogazottak. Május és július között virágzik.

## Alfajok
Magyarországon három alfaja fordul elő, ezek a termés alakjában különböznek:
- T. europaeus subsp. europaeus
- T. europaeus subsp. demissorum
- T. europaeus subsp. tatrae

## Képek

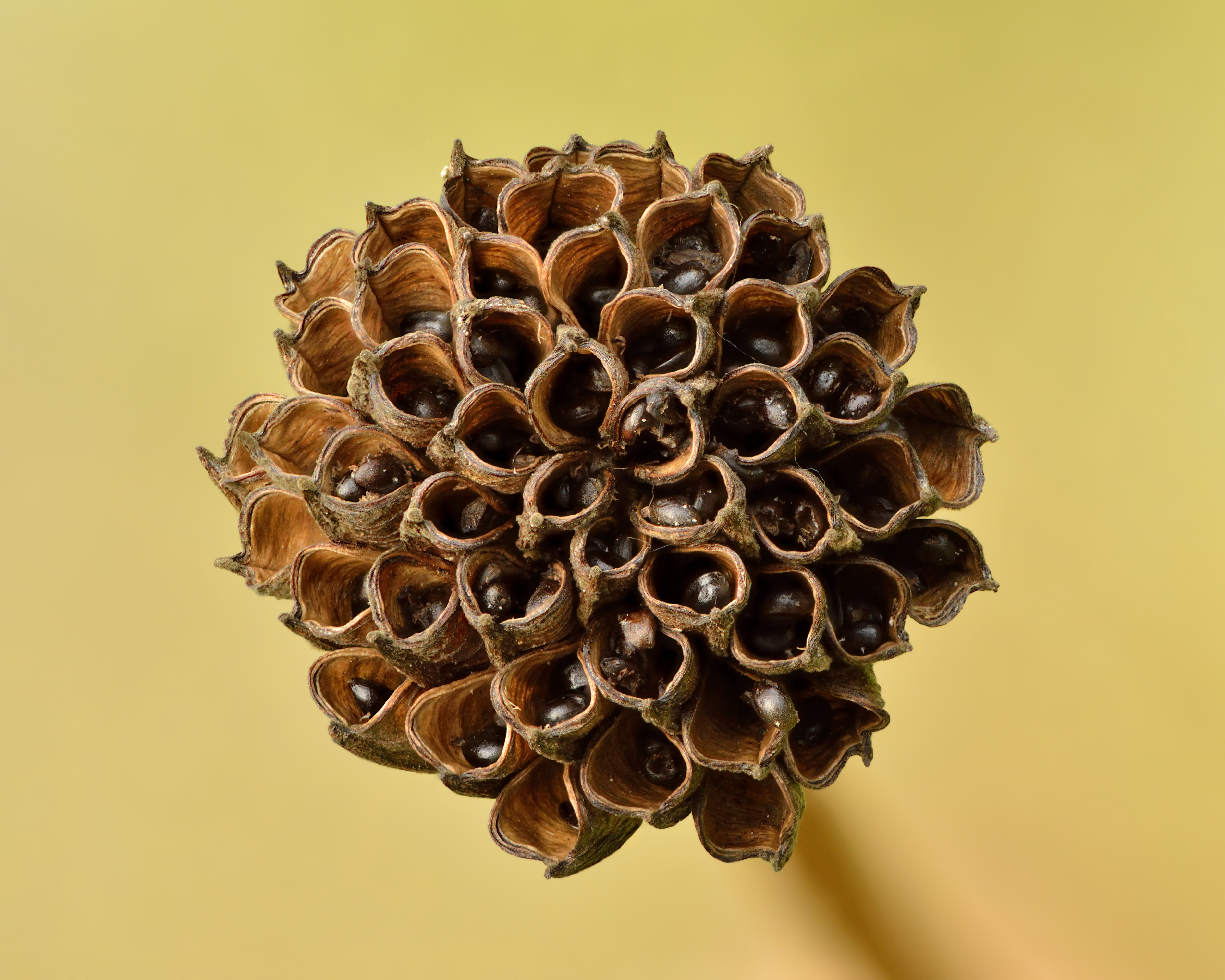
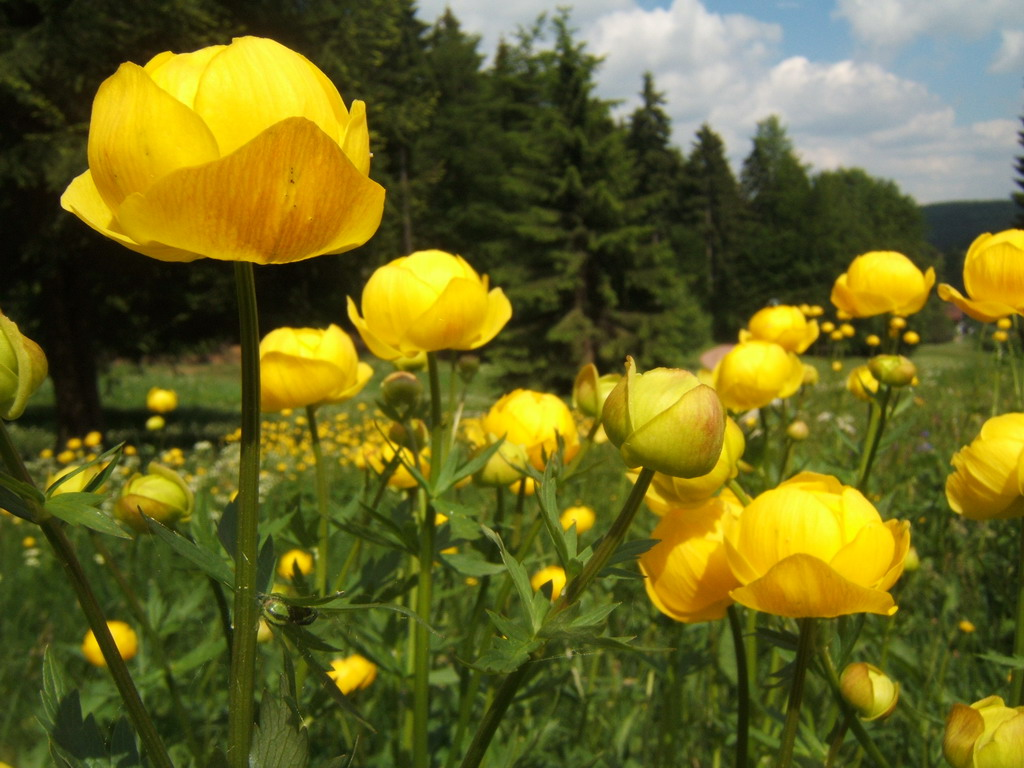
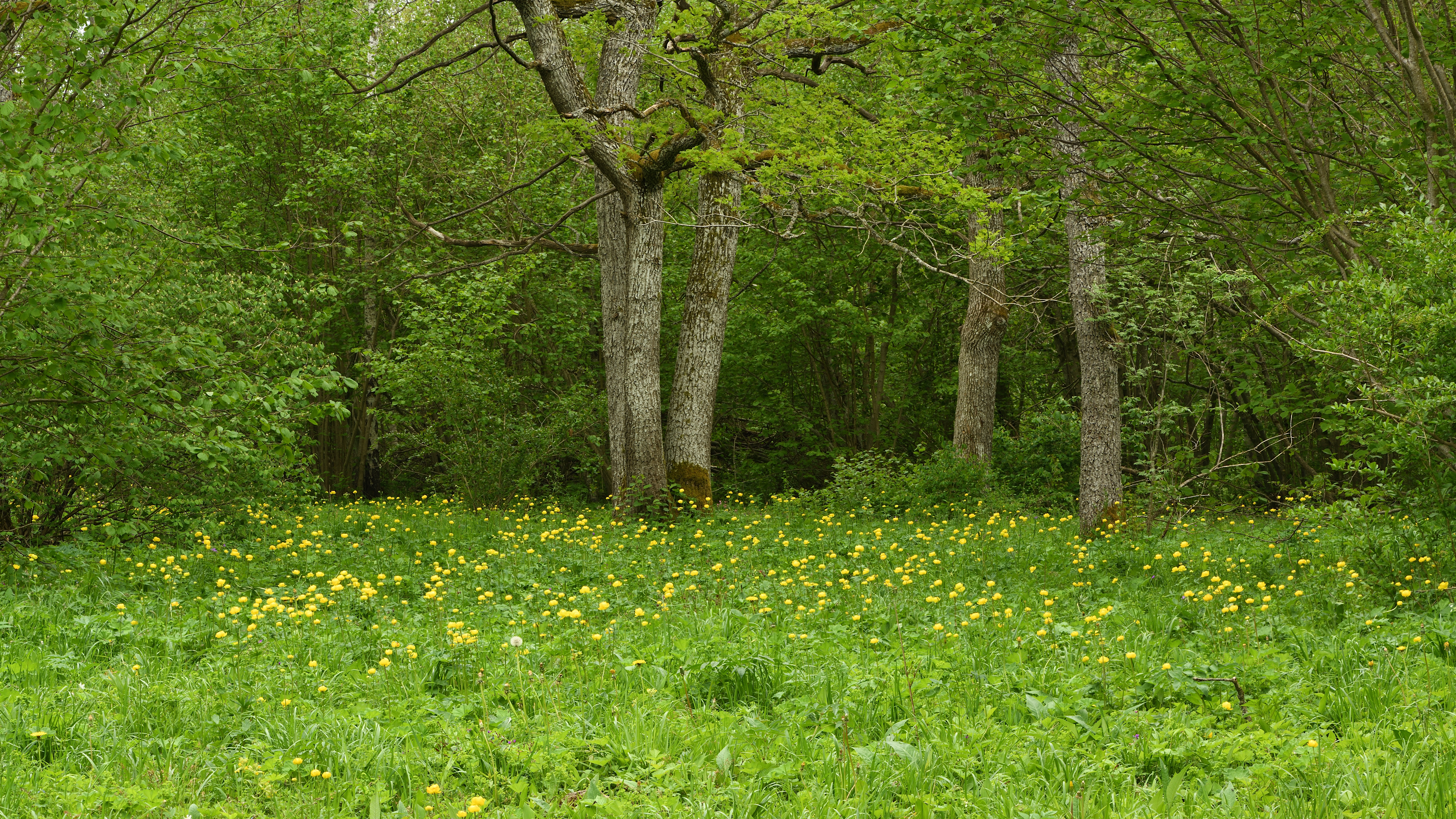
Élettér
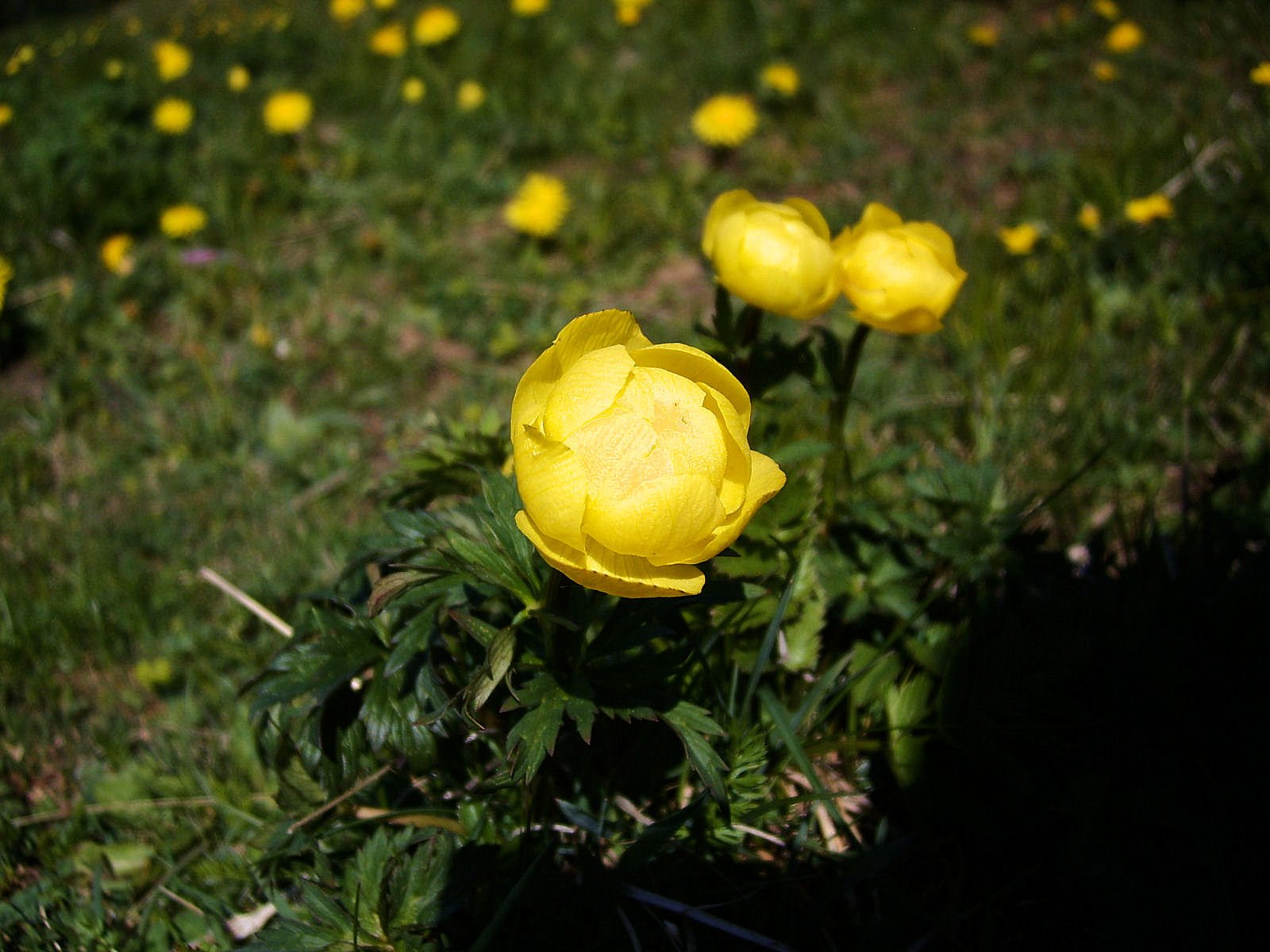
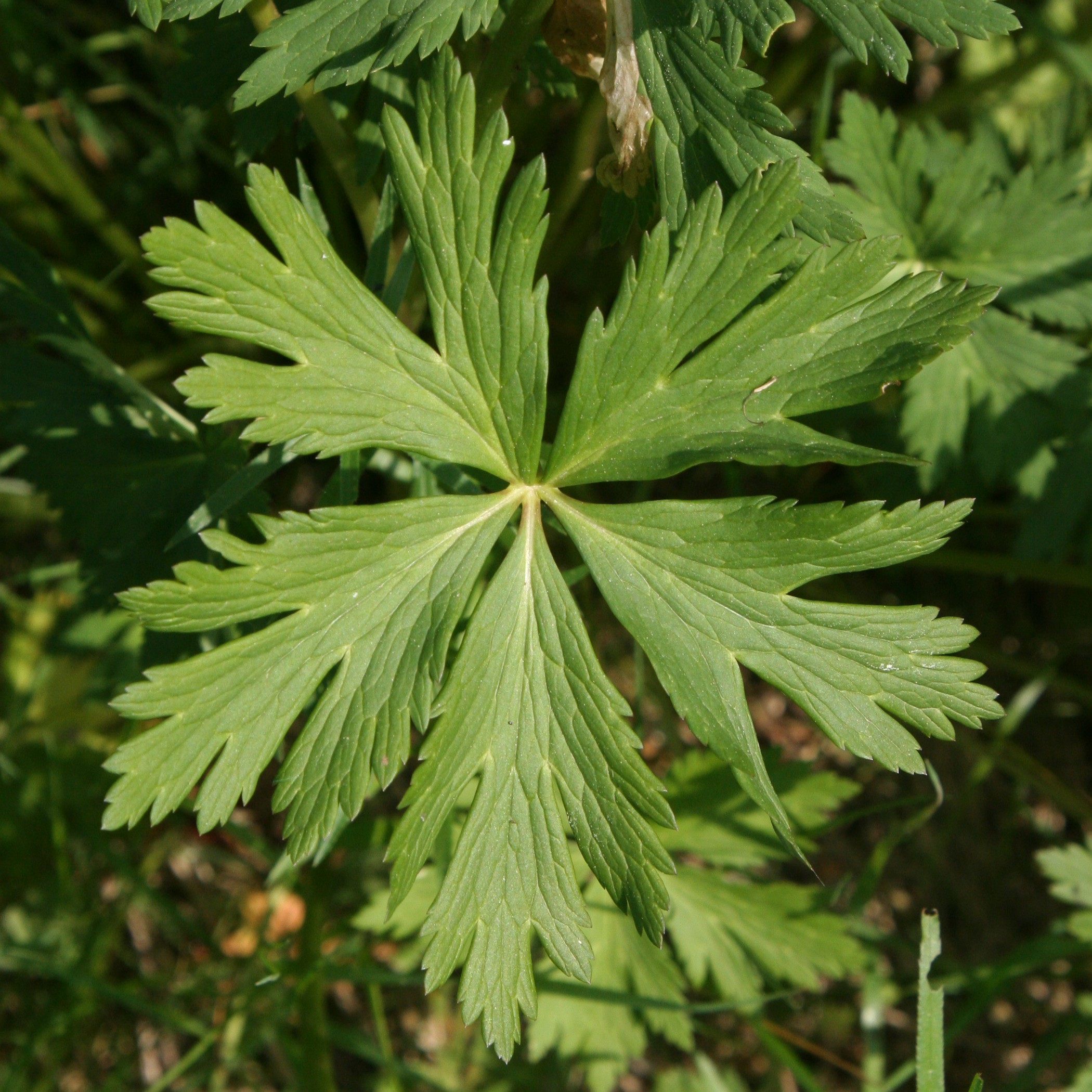
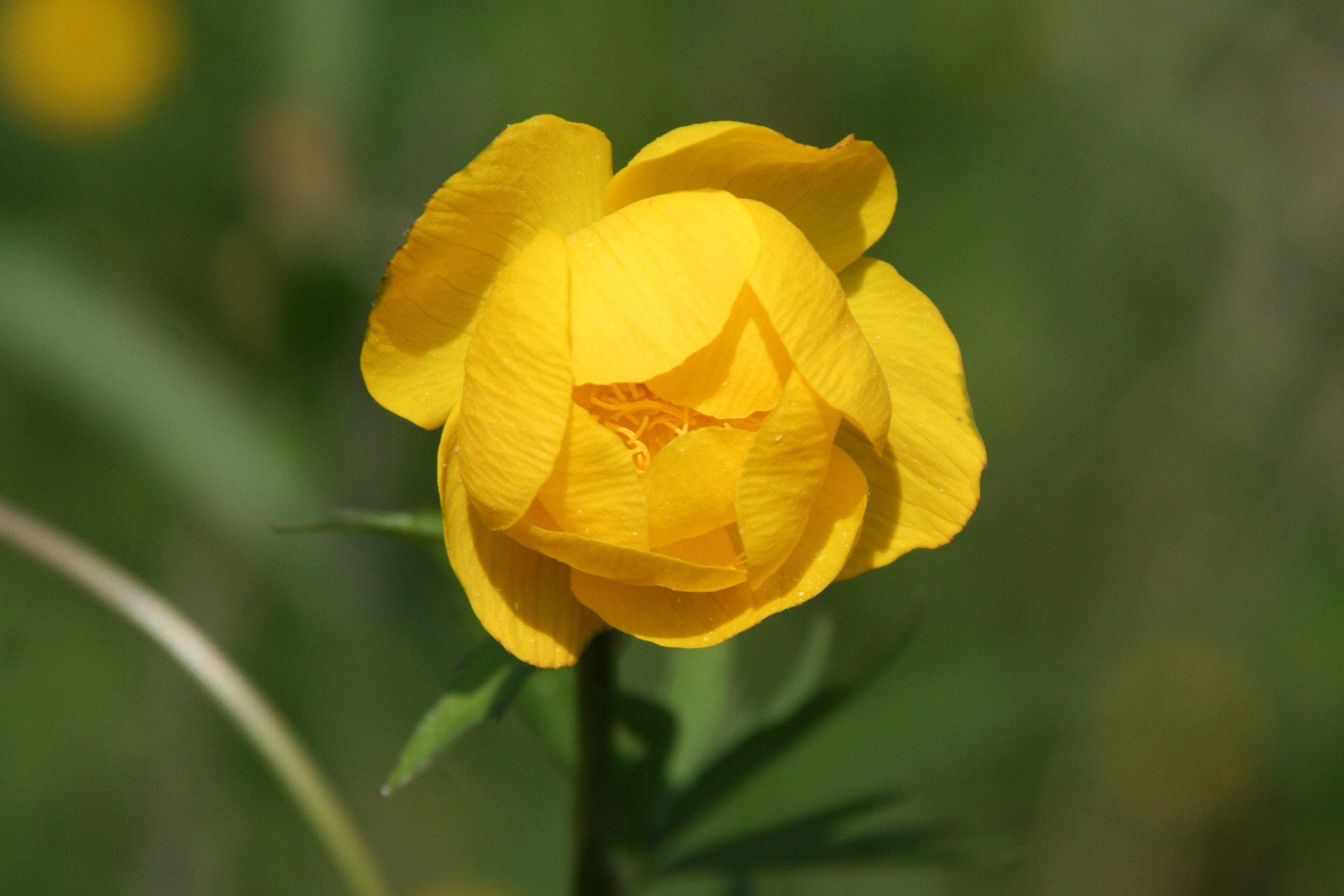
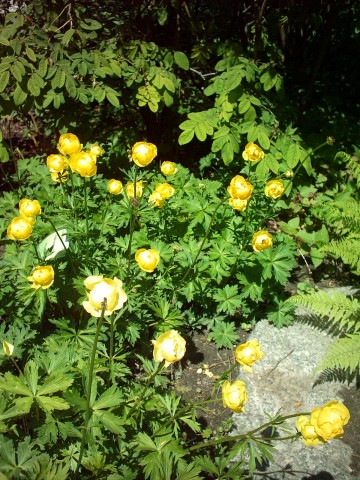
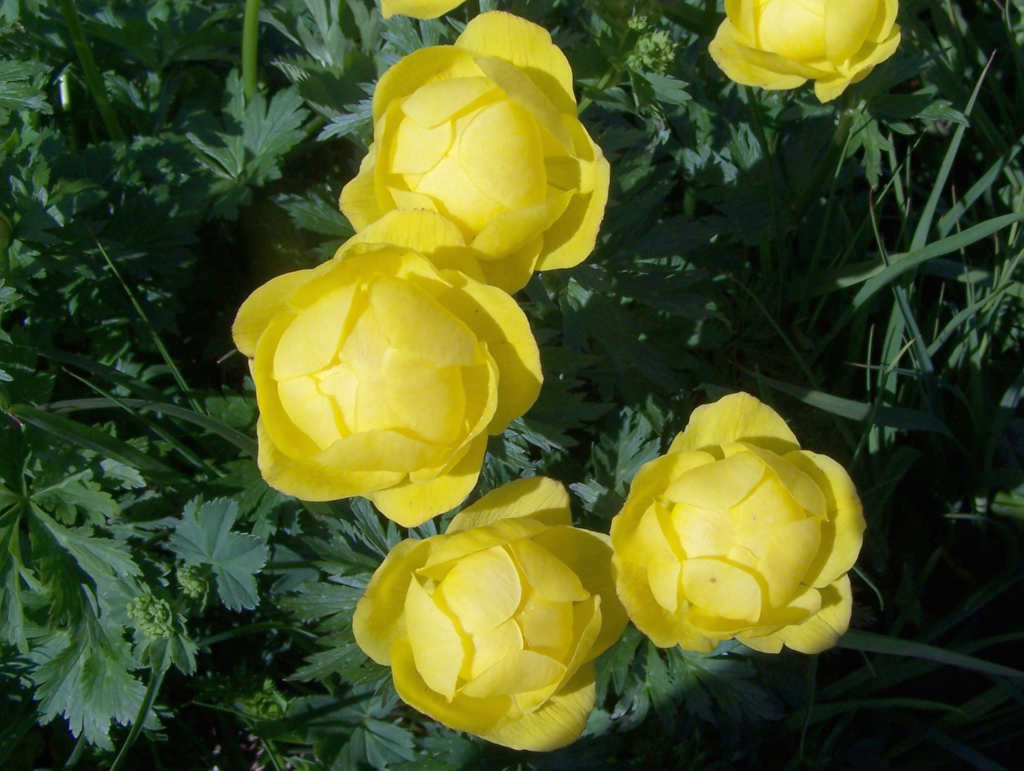